# Sybra coomani
Sybra coomani là một loài bọ cánh cứng trong họ Cerambycidae.